# Keylong
Keylong (o Kyelang, Kyelong, Kyeang) è un villaggio dell'India di 1.977 abitanti, capoluogo del distretto di Lahaul e Spiti, nello stato federato dell'Himachal Pradesh.

## Geografia fisica
Il villaggio è situato a 32° 34' 60 N e 77° 1' 60 E e ha un'altitudine di 4.227 m s.l.m..

## Società

### Evoluzione demografica
Al censimento del 2001 la popolazione di Keylong assommava a 1.977 persone, delle quali 1.297 maschi e 680 femmine.